# 河南杈叶槭
河南杈叶槭（学名：Acer robustum var. honanense）为槭树科槭属下的一个变种。

## 扩展阅读
- 維基物種上的相關：河南杈叶槭